# 埃尔薇拉·艾特库洛娃
埃尔薇拉·里纳托芙娜·艾特库洛娃（羅馬化：El'vira Rinatovna Aitkulova，羅馬化：Ayıtqolowa Elwira Rinat qıźı；1973年8月19日）是一位来自统一俄罗斯党的俄罗斯记者和政治人物。2021年，她代表别洛列茨克选区进入国家杜马。
艾特库洛娃毕业于巴什基尔国立大学。
1997年至2004年，她在隶属于全俄国家电视广播公司的国家电视广播公司“巴什科尔托斯”担任政治观察员。2010年至2013年，担任“巴什科尔托斯坦”电视演播室的主编。
2013年当选第五届巴什科尔托斯坦共和国国家议会代表、教育、文化、体育和青年政策委员会主席。2018年，她再次当选第六届议会议员，并成为国家议会副主席。艾特库洛娃还担任全俄人民阵线地区总部联合主席。
2019年，艾特库洛娃当选世界巴什基尔人大会主席团主席。

## 制裁
艾特库洛娃于2022年因俄乌战争而受到英国政府制裁。